# Cheikh Fall (expert numérique)
 (août 2024).
La mise en forme du texte ne suit pas les recommandations de Wikipédia : il faut le « wikifier ».
Les points d'amélioration suivants sont les cas les plus fréquents :
- Les titres sont pré-formatés par le logiciel. Ils ne sont ni en capitales, ni en gras.
- Le texte ne doit pas être écrit en capitales (les noms de famille non plus), ni en gras, ni en italique, ni en « petit »…
- Le gras n'est utilisé que pour surligner le titre de l'article dans l'introduction, une seule fois.
- L'italique est rarement utilisé : mots en langue étrangère, titres d'œuvres, noms de bateaux, etc.
- Les citations ne sont pas en italique mais en corps de texte normal. Elles sont entourées par des guillemets français : « et ».
- Les listes à puces sont à éviter, des paragraphes rédigés étant largement préférés. Les tableaux sont à réserver à la présentation de données structurées (résultats, etc.).
- Les appels de note de bas de page (petits chiffres en exposant, introduits par l'outil «  Source ») sont à placer entre la fin de phrase et le point final[comme ça].
- Les liens internes (vers d'autres articles de Wikipédia) sont à choisir avec parcimonie. Créez des liens vers des articles approfondissant le sujet. Les termes génériques sans rapport avec le sujet sont à éviter, ainsi que les répétitions de liens vers un même terme.
- Les liens externes sont à placer uniquement dans une section « Liens externes », à la fin de l'article. Ces liens sont à choisir avec parcimonie suivant les règles définies. Si un lien sert de source à l'article, son insertion dans le texte est à faire par les notes de bas de page.
- La présentation des références doit suivre les conventions bibliographiques. Il est recommandé d'utiliser les modèles {{Ouvrage}}, {{Chapitre}}, {{Article}}, {{Lien web}} et/ou {{Bibliographie}}. Le mode d'édition visuel peut mettre en forme automatiquement les références.
- Insérer une infobox (cadre d'informations à droite) n'est pas obligatoire pour parachever la mise en page.

Pour une aide détaillée, merci de consulter Aide:Wikification.
Si vous pensez que ces points ont été résolus, vous pouvez retirer ce bandeau et améliorer la mise en forme d'un autre article.
Pour les articles homonymes, voir Cheikh Fall et Fall.
Cheikh Fall, né le 31 août 1981 à Diourbel au Sénégal, est un activiste, consultant et expert numérique sénégalais.
Fondateur de l'organisation panafricaine AfricTivistes en 2015 et initiateur de SUNU2012,.

## Biographie
Lors de l'élection présidentielle de 2012 au Sénégal, il initie SUNU2012, une plateforme de monitoring citoyen électoral destinée à assurer la transparence électorale.
En 2014, Cheikh Fall est un des membres du groupe d’experts pour la réflexion sur Youth Civic Engagement de l’UNESCO.
Formateur en data journalisme, il a aussi déployé plusieurs formations en Afrique en développement média et numérique, notamment au Sénégal, Guinée, Niger et Burkina Faso.
En 2017, le programme « Afrique Média Cybersécurité » de son organisation AfricTivistes a formé plus de 500 professionnels et acteurs des médias de la société civile de l'Afrique de l'Ouest en cybersécurité.
En avril 2021, il est le chef du projet « Local open govlab » déployé dans 4 pays de la sous-région Afrique de l’Ouest notamment la république de Guinée, la Guinée Bissau, le Niger et le Sénégal, qui contribue à promouvoir l’ouverture des données gouvernementales en Afrique.

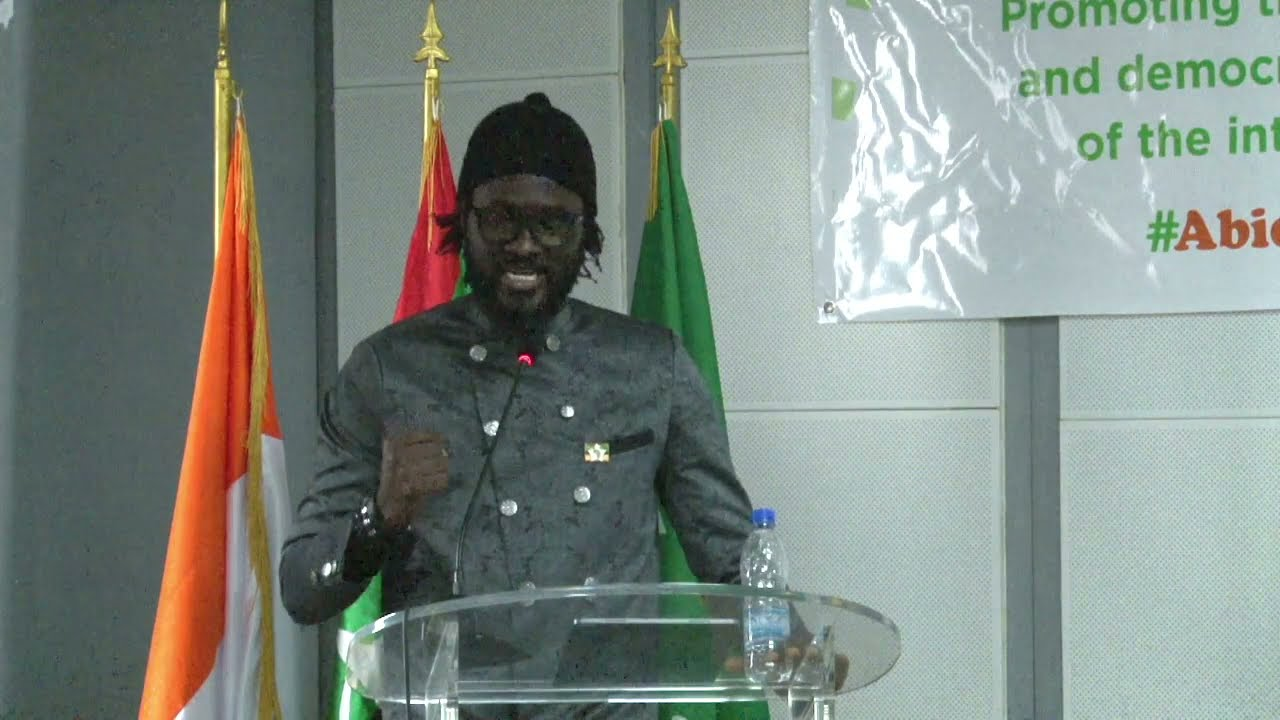
Cheikh Fall au 3e Sommet de AfricTivistes, Abidjan 2021

Cheikh Fall fait partie des « web évangélistes » d'Afrique et est a l'initiative de plusieurs communautés de blogueurs à Dakar, Ouagadougou, Conakry et Cotonou.

## Parcours professionnel
Cheikh Fall de 2006 à 2016, il est coordonnateur régional de programme pour le bureau Afrique de l’Ouest de l’Agence universitaire de la Francophonie (AUF).
Puis, il rejoint le Groupe Futurs Médias en tant que directeur du numérique de 2016 en 2017.

## Prix et reconnaissance

### Nominations
- 2013 : nommé au prix Net - citoyen de Reporters sans Frontières (Netizens)[12]
- 2014 : nommé du « Best Online Of Activism » dans la catégorie favoris du public français par la Deutsche Welle[13].

### Lauréat
- 2013 : il est sélectionné parmi les 10 blogueurs les plus influents pour participer à la célébration des 100 ans du Palais de la paix à la Haye par les Nations Unies[14].
- 2016 : il reçoit le prix Diakonia, décerné par l'organisation suédoise du même nom, pour sa contribution significative à la consolidation démocratique en Afrique à travers les technologies de l’information et de la communication (TIC)[15].
- 2019 : il est classé parmi les cinquante jeunes les plus influents du Sénégal par Intelligences Magazine[16].